# 张亚东 (音乐人)
張亞東（1969年3月11日—），出生于山西省天镇县，中國音樂人。
張亞東的母親秦桂梅，是大同地区知名的晋剧演员；父亲张义，原是县地毯厂厂长，后任县纪检委副书记。張亞東有两个弟弟，其中一位张亚鹏曾是演员。
張亞東8歲學大提琴，10岁不到开始写歌，13歲起进入大同市歌舞團做临时工，后进入大同二电厂歌舞团成为合同制舞蹈演员，1988年调入大同矿务局文工团。1992年底，张亚东从矿务局辞职，前往北京发展音乐事业。来到北京不久的张亚东认识窦唯，合作一段时间后，经其介绍认识王菲并合作歌曲《飘》。此后他与窦唯合作专辑《艳阳天》，《山河水》；为王菲制作专辑《浮躁》，《寓言》《只爱陌生人》，《将爱》；为朴樹制作专辑《我去2000 年》；也麦田守望者、希莉娜依、许巍、地下婴儿、瘦人乐队、艾敬、韩红、羽泉、赵薇、陈琳、金海心、汪峰、郑均、梁咏琪、林忆莲、黄耀明、许茹云、李宇春、莫文蔚、陳曉東等製作專輯或歌曲。
1998年，发行个人專輯《Ya Tung》。
1999年和张浅潜组成Z2组合，之后自然解散。
2000年签约普涞文化，同年10月参加北京工人体育场举办的「反盗维权大型演唱会」。
2002年，为电影《蓝宇》、《开往春天的地铁》配乐。
2004年，个人音乐品牌“東乐影音”和太合麦田达成合作关系，出任太合麦田文化传播公司的音乐总监。 2006年创立自己的唱片公司“北京东乐影音文化有限公司“，担任董事长及音乐总监。2007年11月，个人音乐厂牌“東乐影音”与环球唱片结为战略合作伙伴。2008年，東乐影音签约于星光国际传媒集团。
2008年12月，举行张亚东作品音乐会。
2009年2月發表第二張個人專輯《潜流》。
2019年参加音乐综艺《乐队的夏天》，同年宣布回归太合麦田，再次担任音乐总监。

## 个人生活
1988年，张亚东与矿务局文工团的舞蹈演员结婚，1992年儿子出生，1994年因女方父母反对张亚东往北京发展而离婚，儿子抚养权归张亚东，但因其工作繁忙，由女方代为抚养至12岁。
1996-2000年，张亚东和窦颖交往。
2000-2005年，张亚东和高圆圆交往，因徐静蕾出现而分手。
2005年，张亚东参演瞿颖歌曲《时光倒流二十年》的MTV，翌年两人恋情公开；2016年分手。
此外，张亚东为莫文蔚制作2009年专辑《回蔚》后曾传出绯闻。

## 作品

### 个人专辑
- 《YA TUNG》 香港发行 1998年
- 《潜流》 太合麦田 2009年

### 专辑制作
- 莫文蔚 《寶貝》 環球唱片 2010年8月
- 莫文蔚 《回蔚》 環球唱片 2009年6月
- 麥田守望者 《我们的世界》 太合麦田 2006年6月
- 王菲 《将爱》（與王菲共同製作） 索尼唱片 2003年11月
- 朴树 《生如夏花》 华纳麦田 2003年11月
- 艾敬 《是不是梦》 2003年
- 陳曉東 《從未忘記》 2002年年
- 果味VC 《双重生命》 摩登天空 2002年
- 汪峰 《花火》 华纳唱片 2000年
- 王菲 《寓言》（與王菲、梁榮駿共同製作） EMI唱片 2000年
- 朴树 《我去2000年》 麦田音乐 1999年1月
- 王菲 《浮躁》 新艺宝唱片 1996年6月
- 麦田守望者 《Save as》 红星生产社 2000年2月
- 麦田守望者 《麦田守望者》红星生产社 1998年8月
- 陈震东 《陈震东》 京文唱片 2000年
- 瘦人 《瘦人I》 京文唱片 1999年
- 地下婴儿 《觉醒》 滚石唱片 1998年
- 许巍 《在别处》 红星生产社 1997年
- 希莉娜依 《希莉娜依》 红星生产社 1996年
- 张蔷 《尽情摇摆》 1996年
- 崔云鹏 《阳光花环》 1994年

### 單曲監製
- 王菲〈偶遇〉（电影《邪不压正》宣傳曲） 2018年

### 创作歌曲
- 王菲 《王菲》 〈你快樂（所以我快樂）〉、〈悶〉 EMI唱片 1997年9月
- 王菲 《只爱陌生人》 〈嗶一聲之後〉、〈精彩〉（與王菲共同作曲） EMI唱片 1999年9月
- 陈琳 《陳琳)》〈变脸〉 竹书文化 1999年
- 周俊伟 《了不起》 〈疯言疯语〉、〈我恨你〉 BMG唱片 1999年
- 黄耀明 《光天化日》 〈爱的教育〉 环球唱片 2000年7月
- 金海心 《与爱情有关》 《那么骄傲》 索尼唱片 2000年
- 丁菲飛 《Dare To Be Different》〈購物天堂〉（與丁菲飛共同作曲） 2001年9月
- 林海峰 《林狗 - 十大傑青》〈那個下午我在舊屋燒炭〉 2001年9月
- 陈晓东 《我要的只是爱》 〈快门〉 環球唱片  2001年10月
- 陈晓东 《從未忘記》 〈娛樂無窮〉、〈去街〉、〈迷你〉 環球唱片 2002年5月
- 陳慧琳 《我是陽光的》 〈今生你作伴〉 2005年
- 梁詠琪 《成長的短髮》 〈北京之夏〉 2006年7月
- 王菲 〈我愛你〉（電影《我愛你》同名主題曲） 2009年
- 莫文蔚 《我們在中場相遇》〈天一半 地一半〉 2018年
- 王源〈答案〉 2021年

### 电影配乐
- 《蓝宇》 导演: 关锦鹏 2002年出品
- 《开往春天的地铁》 导演: 张一白 2002年出品
- 《昨天》 导演: 张扬 2001年出品
- 《那时花开]》 导演：高晓松 2002年出品

### 广告相关
- 百事可乐广告歌曲〈精彩〉的创意及制作；
- 伯爵表台湾广告音乐的创意及制作，
- 并与台湾摄影大师谢春德合作演出。

## 获奖经历
- 2001年4月27日 获成都[中国原创歌曲总评榜]2000年度 "最佳编曲" 奖；
- 2001年4月29日 获南京中央人民广播电台[中国流行歌曲榜]2000年度 "最佳编曲" 奖；
- 2001年4月21日 赴深圳参加[音乐风云榜活动]，获 "最佳制作人" 奖；
- 2004年3月 第十一届中国歌曲排行榜，年度最佳制作奖：张亚东、朴树《生如夏花》/年度最佳编曲奖：张亚东《Colorful Day》/年度最佳录音师奖：李军、张亚东《生如夏花》。

## 外部連結
- 张亚东的新浪博客
- 张亚东的新浪微博
- 张亚东在互联网电影资料库（IMDb）上的資料（英文）（英文）
- 张亚东在香港影庫上的簡介
- 张亚东在香港影庫上的簡介
- 张亚东在豆瓣上的资料（简体中文）
- 在《锵锵三人行》2012年6月15日节目中自称山西人